# جیمز اس. لوین
جیمز اس. لوین (انگلیسی: James S. Levine؛ زادهٔ ۱۹۷۴ میلادی) موسیقی‌دان و آهنگساز اهل ایالات متحده آمریکا است.
از فیلم‌ها یا مجموعه‌های تلویزیونی که وی در آن‌ها نقش داشته‌است، می‌توان به دویدن با قیچی، هواشناس، جراحی پلاستیک، از آسیب رساندن بپرهیز، گلی، بستگان سببی، نخل‌های پنهان، خسارت، ان‌سی‌آی‌اس: لس آنجلس، داستان ترسناک آمریکایی، فهرست سیاه، آخرین کشتی، برای زندگی، عامل خنک‌کننده، یکی باید کوتاه بیاید، پرل هاربر و ماداگاسکار اشاره نمود. وی همچنین برای بازی‌های ویدئویی باب‌اسفنجی شلوارمکعبی: نبرد برای بیکینی باتم و فیلم باب‌اسفنجی شلوارمکعبی (بازی ویدئویی)، باب‌اسفنجی حقیقت یا میدان و باب‌اسفنجی شلوارمکعبی: نبرد برای بیکینی باتم – دوباره هیدراته شد موسیقی ساخته‌است.
وی تا کنون برندهٔ ۷ جایزهٔ بی‌ام‌ای و ۷ جایزهٔ انجمن آهنگسازان، پدیدآوران و ناشران آمریکا شده‌است.